# Pálenka

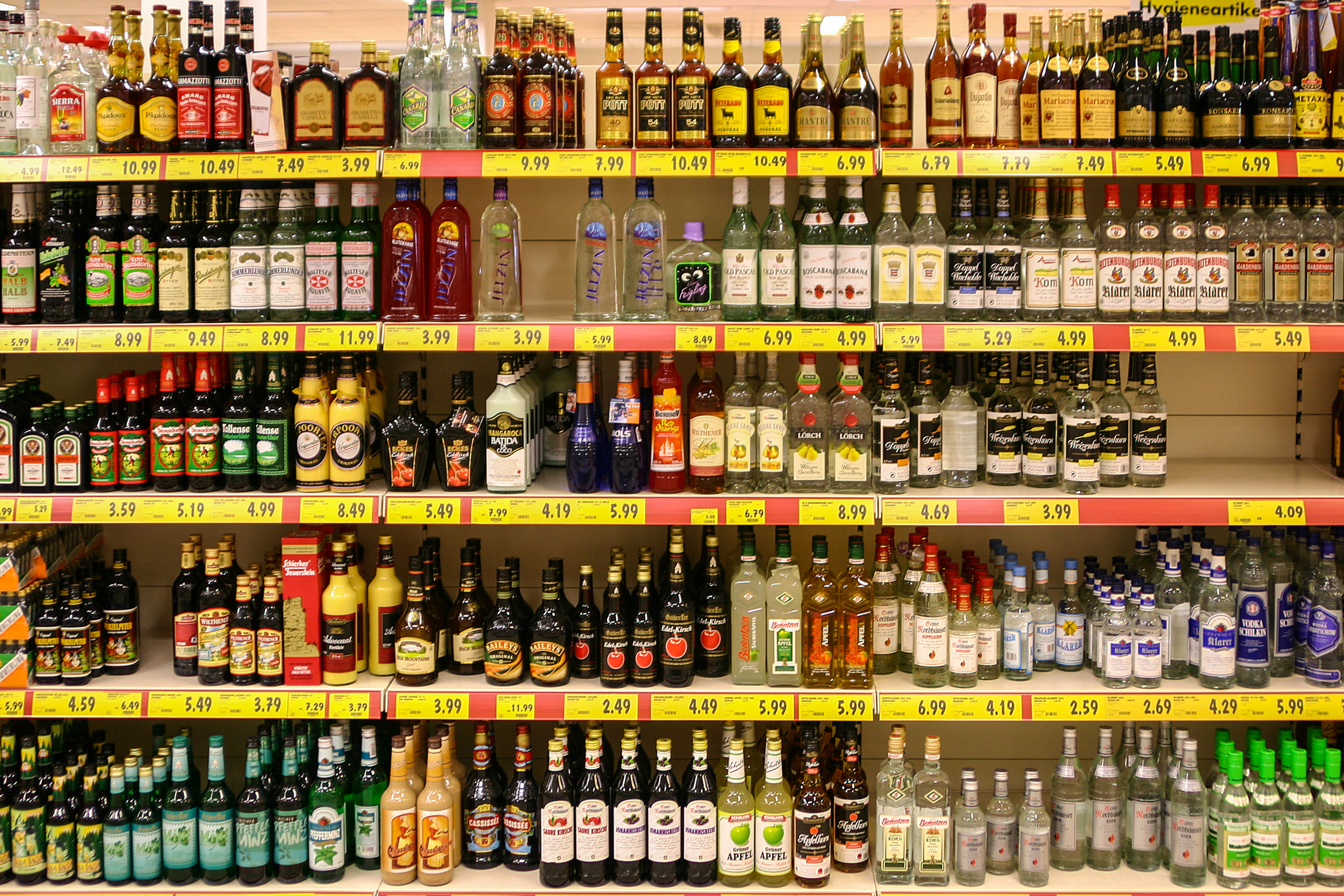
Destiláty v obchodě

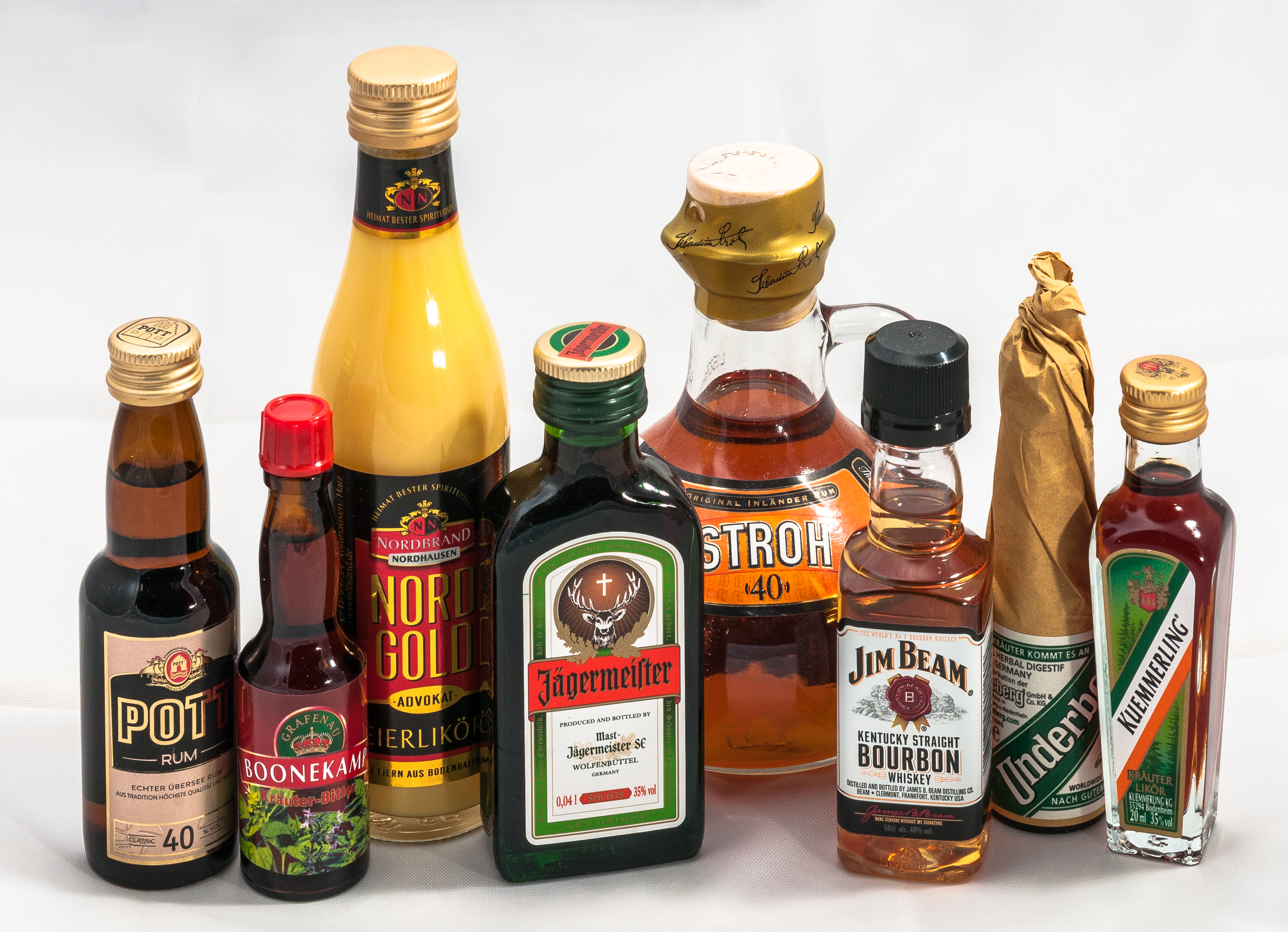

Pálenka (nebo také destilát, kořalka, lidově též šnaps) je ušlechtilá lihovina, která vzniká destilací zkvašeného rmutu, jenž je připraven z rozdrcených plodů, ovoce, nebo jiných částí rostlin. Osobité aroma získává pálenka z ovoce či suroviny, ze kterého byla připravena. Destilace alkoholu se do Evropy dostala přes Itálii z arabského světa.

## Postup výroby
Vykvašený rmut (kvas) připravený z ovoce aj. se destiluje. Vzniká takzvaný surový destilát, který se další destilací (rektifikací) upravuje na pitnou lihovinu, tato se už nepřislazuje. Po rektifikaci a případném rozředění se lihovina ukládá k dalšímu zrání. U některých druhů pálenek se k ukládání používá dubový sud, z něhož lihovina přejímá barvu a částečně i chuť. Moderní pálenice jsou vybaveny ultrazvukovým zařízením pro umělé stárnutí pálenky.
Objem alkoholu se má pohybovat mezi 30–55 %. Jeho vyšším obsahem trpí chuť a vůně lihoviny.

## Ovocné pálenky
Mezi nejznámější ovocné destiláty patří:
- slivovice – vyrobená ze švestek, slív nebo blum.
- jablkovice – vyrobená z jablek.
  - calvados – jablkovice vyrobená ze zkvašeného jablečného moštu.
- višňovice – vyrobená z višní.
- třešňovice – vyrobená z třešní.
- malinovice – vyrobená z malin.
- jahodovice – vyrobená z jahod.
- hruškovice – vyrobená z hrušek.
- meruňkovice – vyrobená z meruněk.
- broskvovice – vyrobená z broskví
- vínovice – vyrobená z vinných hroznů nebo z vína tzv. brandy popř. vinných matolin a vinných sedlin tzv. terkelice.
- ořechovice – vyrobená z vlašských ořechů.
- mandlovice – vyrobená z plodů mandloně obecné.
- kdoulovice – vyrobená z kdoulí.
- šípkovice – vyrobená z šípků.
- persico – vyrobené z jader meruněk nebo broskví.
- oskerušovice – vyrobená z plodů oskeruše.
- rakije – vyrobená obvykle ze směsi vinných hroznů, fíků a jiného ovoce.
- pisco – vyrobené z hroznů

## Další pálenky
Destilát z vinné révy se nazývá obecně brandy, (vínovice, vinná pálenka), francouzské výrobky z daných oblastí se označují koňak či armagnac. 
Destilát z medoviny se nazývá medovec.
Z jeřabin je možné připravovat jeřabinku, z jalovčinek borovičku. 
Nejznámější obilné pálenky jsou vodka a whisky.
Rum je pálenka z různých produktů z cukrové třtiny. Takzvaný tuzemský rum (dnes z právních důvodů zvaný jinak, např. „tuzemák“), není pálenka. Je vyroben studenou cestou z lihu většinou bramborového a rumové tresti. Produkt vzniklý tímto způsobem přípravy se již nesmí nazývat rum, a po vstupu Česka do Evropské unie došlo k jeho přejmenování.

## Legislativa
V České republice je výroba a další nakládání s lihem, a tedy i produkce pálenek, ošetřena zákonem o lihu  č. 61/1997 Sb. Tento zákon dovoluje vyrábět líh pouze v lihovaru majícím státem udělenou koncesi, tedy efektivně zakazuje domácí produkci pálenek. 
Řešením pro drobného pěstitele může být možnost nechat si svou úrodu vypálit v tzv. pěstitelské pálenici. Množství takto vyrobené pálenky je sice omezeno a nesmí být účelem prodeje, je na něj však uvalena nižší spotřební daň.